# La Forza

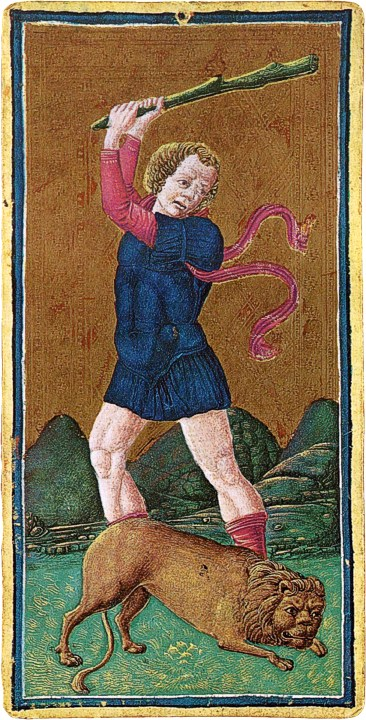
La forza nel mazzo Visconti-Sforza.

La Forza è uno degli arcani maggiori dei tarocchi, ed è numerata XI o VIII a seconda del mazzo di carte usato.

## Rappresentazioni
La carta raffigura una donna con il copricapo a forma di otto orizzontale, simbolo dell'infinito, che tiene aperta la bocca di un leone.

## Simbolismo
La donna simboleggia la fortezza, la disciplina, la forza interiore, il coraggio, la sicurezza. il leone rappresenta gli istinti non domati, la concupiscenza.
Nei tarocchi Rider-Waite la carta presenta il numero otto, invece dell'undici, che ha invece La Giustizia, per l'influenza della posizione astrologica dei segni zodiacali del Leone e della Bilancia, simboli delle carte.